# 弁天橋站
弁天橋站（日语：／ Bentembashi eki */?）是一個位於神奈川縣橫濱市鶴見區弁天町，屬於東日本旅客鐵道（JR東日本）鶴見線的鐵路車站。車站編號是JI 04。

## 車站構造
島式月台1面2線的地面車站。由剪票口到月台必須經過站內的平交道。設有簡易Suica剪票機。
雖然是無人站，但車站的事務室還是有鶴見線營業所的職員在使用。

### 月台配置
| 月台 | 路線   | 方向 | 目的地                         |
| ---- | ------ | ---- | ------------------------------ |
| 1    | 鶴見線 | 下行 | 海芝浦、大川、濱川崎、扇町方向 |
| 2    | 鶴見線 | 上行 | 國道、鶴見方向                 |

（來源：JR東日本:車站構內圖 （页面存档备份，存于））

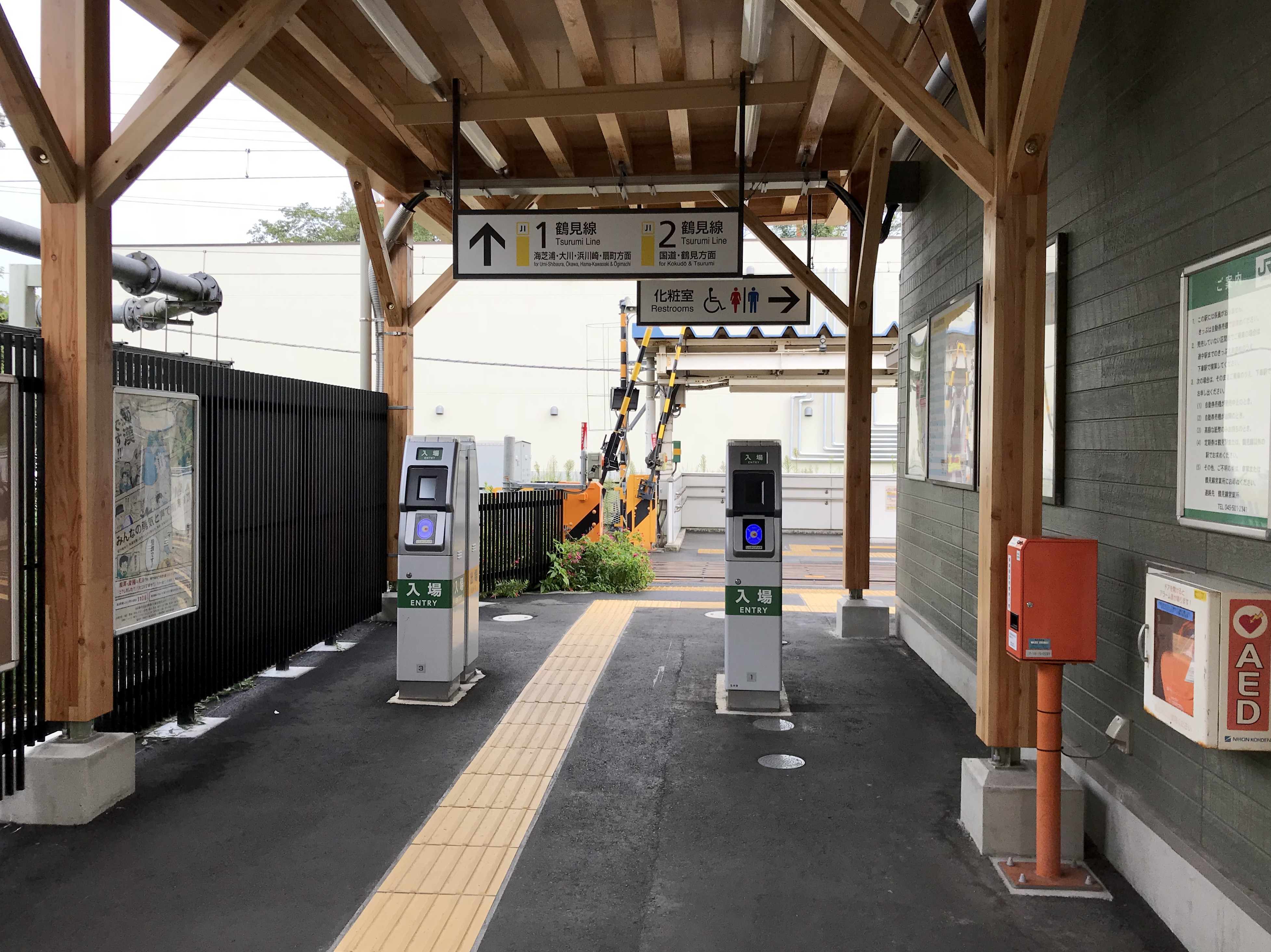
閘口（2018年9月）
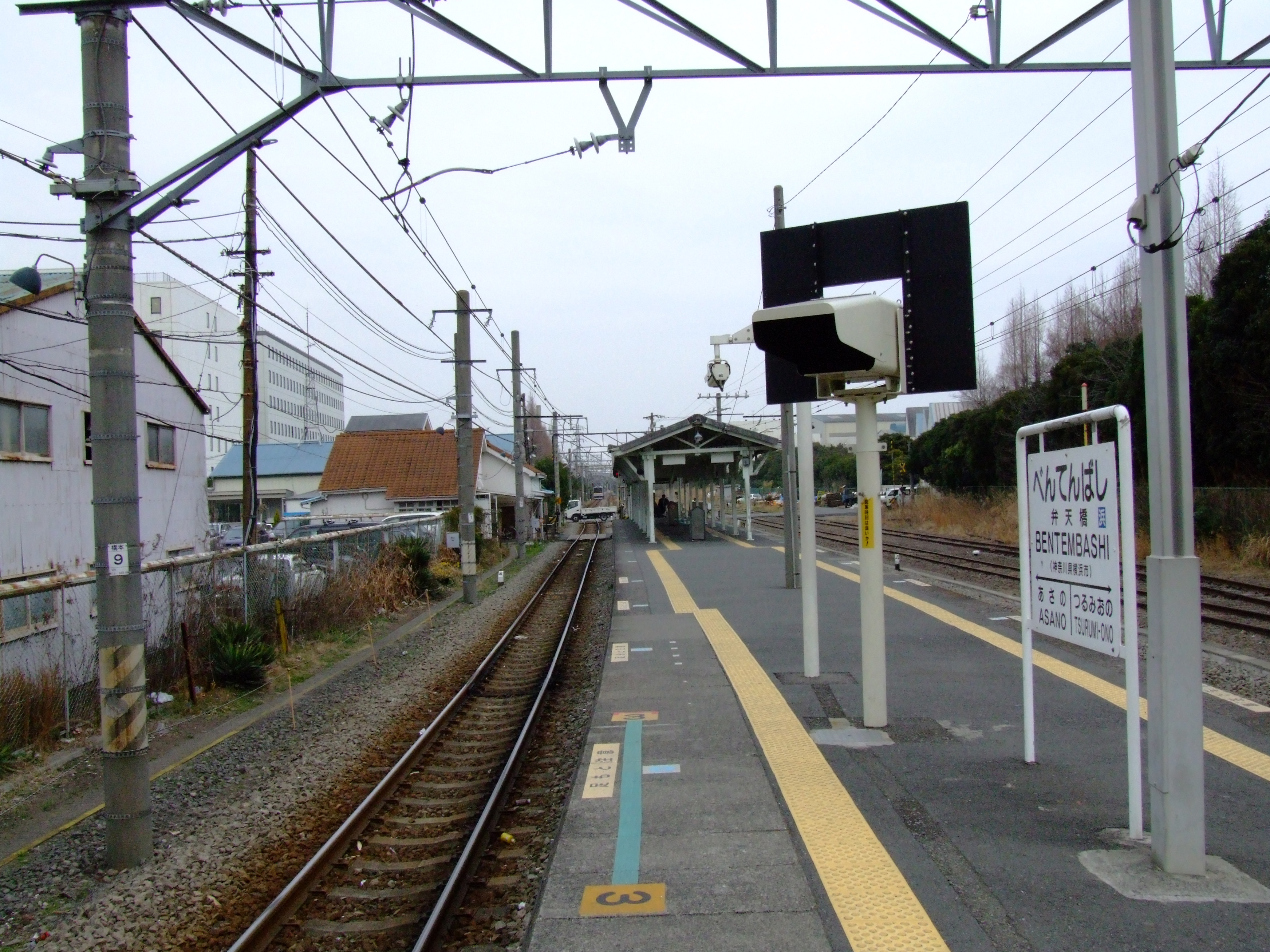
月台（2006年3月）

## 使用情況
2008年度的1日平均上車人次為5,416人。因為是無人站，2009年度以後不發表上車人次。
近年的1日平均上車人次推移如下表。
| 年度               | 1日平均 上車人次 | 來源     |
| ------------------ | ---------------- | -------- |
| 1991年（平成03年） | 5,428            |          |
| 1992年（平成04年） | 5,606            |          |
| 1993年（平成05年） | 5,820            |          |
| 1994年（平成06年） | 5,726            |          |
| 1995年（平成07年） | 5,467            |          |
| 1996年（平成08年） | 5,316            |          |
| 1997年（平成09年） | 5,364            |          |
| 1998年（平成10年） | 5,386            | [ * 1 ]  |
| 1999年（平成11年） | 5,029            | [ * 2 ]  |
| 2000年（平成12年） | 4,839            | [ * 2 ]  |
| 2001年（平成13年） | 4,852            | [ * 3 ]  |
| 2002年（平成14年） | 4,921            | [ * 4 ]  |
| 2003年（平成15年） | 5,231            | [ * 5 ]  |
| 2004年（平成16年） | 5,103            | [ * 6 ]  |
| 2005年（平成17年） | 4,949            | [ * 7 ]  |
| 2006年（平成18年） | 4,996            | [ * 8 ]  |
| 2007年（平成19年） | 5,243            | [ * 9 ]  |
| 2008年（平成20年） | 5,416            | [ * 10 ] |

## 車站周邊
周邊多為工業地帶。
- JFE工程鶴見事業所
- 旭玻璃京濱工場
- Duskin横濱中央工場
- 仲通商店街
- 汐入公園
- 入船公園
- Minato、讀賣新聞鶴見工場

### 路線巴士
弁天下（徒步5分）
- 横濱市營巴士
  - 〈15〉鶴見站前（經由本町通1丁目）
  - 〈15〉鶴見站前（經由向井町1丁目）

汐入2丁目（徒步5分）
- 川崎鶴見臨港巴士
  - 〈鶴08〉鶴見站東口（經由汐鶴橋）
  - 〈鶴08〉ふれーゆ

汐入町2丁目（徒步5分）
- 横濱市營巴士
  - 〈15〉鶴見站前（經由本町通1丁目）
  - 〈15〉鶴見站前（經由向井町1丁目）
  - 〈42〉一之瀬（經由鶴見區公所前、鶴見站前） ※只有平日日間
  - 〈42〉一之瀬（經由汐鶴橋、鶴見站前） ※土休日日間、平日只有1本

## 歷史
- 1926年（大正15年）3月10日 - 鶴見臨港鐵道線濱川崎站開業、此時為終點站。當時為貨物站。
- 1930年（昭和5年）10月28日 - 旅客營業開始。鶴見臨港鐵道線（暫）鶴見站延伸開業。
- 1935年（昭和10年）12月1日 - 貨物支線鶴見川口站開業。
- 1943年（昭和18年）7月1日 - 鶴見臨港鐵道線國有化國鐵鶴見線的站。同時廢止貨物運輸、貨物支線改以淺野站為起點。
- 1971年（昭和46年）3月1日 - 無人站化。
- 1987年（昭和62年）4月1日 - 國鐵分割民營化JR東日本的站。

## 相鄰車站
東日本旅客鐵道（JR東日本）
 鶴見線
鶴見小野（JI 03）－弁天橋（JI 04）－淺野（JI 05）

## 關連項目
- 日本鐵路車站列表

## 外部連結
- 車站資訊（弁天橋）：東日本旅客鐵道